# Медаль Александера Агассіза
Меда́ль Александе́ра Агассі́за (англ. Alexander Agassiz Medal) — наукова нагорода, заснована Національною академією наук США. Медаллю нагороджуються науковці за оригінальний внесок у розвиток океанології. Нагороду заснував океанолог сер Джон Меррей і назвав на честь свого друга біолога Александера Агассіза.
Медаль вперше була вручена у 1913 році Йогану Йорту за його практичні океанографічні та рибальські дослідження. Йорт був першим, хто застосував актуарні статистичні методи для вивчення причин великих коливань популяцій риби. Кульмінацією досліджень Йорта стала стаття 1914 року «Коливання великого рибного промислу Північної Європи» (англ. Fluctuations in the Great Fisheries of Northern Europe), яка стала ключовою роботою в розвитку науки про рибальство.
Протягом останніх 100 років медаллю Олександра Агасіса продовжували відзначати багатьох видатних океанографів. Сім лауреатів були нагороджені Національною медаллю науки.

## Лауреати нагороди
| Рік  | Лауреат                                           | Обґрунтування нагороди |
| ---- | ------------------------------------------------- | --- |
| 1913 | Йоган Йорт                                        | — |
| 1918 | Альбер I (князь Монако)                           | За його оригінальний внесок в океанографію Оригінальний текст (англ.) [For his original contributions to the science of oceanography] Помилка: [undefined] Помилка: {{Lang}}: немає тексту (допомога): не вказано код мови (допомога) |
| 1920 | Чарльз Дуайт Сігсбі                               | — |
| 1924 | Отто Петтерссон                                   | За дослідження хімії та фізики моря Оригінальний текст (англ.) [For his studies on the chemistry and physics of the sea.] Помилка: [undefined] Помилка: {{Lang}}: немає тексту (допомога): не вказано код мови (допомога) |
| 1926 | Вільгельм Б'єркнес                                | За видатний внесок у динамічну океанографію Оригінальний текст (англ.) [For his outstanding contributions to dynamic oceanography] Помилка: [undefined] Помилка: {{Lang}}: немає тексту (допомога): не вказано код мови (допомога) |
| 1927 | Макс Вебер                                        | За видатні дослідження в галузі океанографії Оригінальний текст (англ.) [For his distinguished research in the field of oceanography] Помилка: [undefined] Помилка: {{Lang}}: немає тексту (допомога): не вказано код мови (допомога) |
| 1928 | Вагн Вальфрід Екман                               | За роботу в галузі фізичної океанографії Оригінальний текст (англ.) [For his work in physical oceanography] Помилка: [undefined] Помилка: {{Lang}}: немає тексту (допомога): не вказано код мови (допомога) |
| 1929 | Джон Стенлі Гардінер                              | За внесок в океанографію Оригінальний текст (англ.) [For his contributions to oceanography] Помилка: [undefined] Помилка: {{Lang}}: немає тексту (допомога): не вказано код мови (допомога) |
| 1930 | Йоганнес Шмідт                                    | За проведені ним численні океанографічні експедиції, дослідження життя вугрів і дослідження численних проблем, пов'язаних з рибами, серед яких можна згадати його роботу з генетики риб і географічної мінливості Оригінальний текст (англ.) [For his conduct of numerous oceanographic expeditions, his investigations of the life of eels, and the investigations of numerous problems connected with fishes, among which may be mentioned his work on fish genetics and geographic variation] Помилка: [undefined] Помилка: {{Lang}}: немає тексту (допомога): не вказано код мови (допомога) |
| 1931 | Генрі Браянт Бігелоу                              | — |
| 1932 | Альберт Дефант                                    | За дослідження атмосферної та океанічної циркуляції та значний внесок у теоретичну океанографію Оригінальний текст (англ.) [For his studies on atmospheric and oceanic circulation and his notable contributions to theoretical oceanography] Помилка: [undefined] Помилка: {{Lang}}: немає тексту (допомога): не вказано код мови (допомога) |
| 1933 | Бйорн Гелланн-Гансен                              | За проведені ним дослідження фізичної океанографії та особливо за внесок у знання динамічної циркуляції океану Оригінальний текст (англ.) [For his studies in physical oceanography and especially for his contributions to knowledge of the dynamic circulation of the ocean] Помилка: [undefined] Помилка: {{Lang}}: немає тексту (допомога): не вказано код мови (допомога) |
| 1934 | Гаакен Гасберґ Ґран                               | За внесок у знання факторів, що контролюють органічне виробництво в морі Оригінальний текст (англ.) [For his contributions to knowledge of the factors controlling organic production in the sea] Помилка: [undefined] Помилка: {{Lang}}: немає тексту (допомога): не вказано код мови (допомога) |
| 1935 | Томас Вейленд Воган                               | За його дослідження коралів, форамініфер і підводних відкладень, а також за лідерство в розвитку океанографічної діяльності на тихоокеанському узбережжі Америки Оригінальний текст (англ.) [For his investigations of corals, foraminifer, and submarine deposits, and for his leadership in developing oceanographic activities on the Pacific coast of America] Помилка: [undefined] Помилка: {{Lang}}: немає тексту (допомога): не вказано код мови (допомога) |
| 1936 | Мартін Кнудсен                                    | — |
| 1937 | Едгар Джонсон Аллен                               | — |
| 1938 | Гаральд Свердруп                                  | — |
| 1939 | Френк Реттрей Ліллі                               | — |
| 1942 | Колумб О'Доннелл Айзелін                          | За його дослідження системи Гольфстріму, за лідерство в розробці загальної програми фізичної океанографії Північної Атлантики та за особливе керівництво Океанографічним інститутом Вудс-Хол як у мирний, так і під час війни Оригінальний текст (англ.) [For his studies of the Gulf stream system, for his leadership in the development of a general program of the physical oceanography of the North Atlantic, and for his distinctive direction of the Woods Hole Oceanographic Institution both in times of peace and war] Помилка: [undefined] Помилка: {{Lang}}: немає тексту (допомога): не вказано код мови (допомога) |
| 1946 | Джозеф Праудмен                                   | За видатні дослідження припливів і відпливів світу Оригінальний текст (англ.) [For his distinguished studies of the tides of the world] Помилка: [undefined] Помилка: {{Lang}}: немає тексту (допомога): не вказано код мови (допомога) |
| 1947 | Фелікс Венінг-Мейнес                              | За його внесок в океанографію, зокрема за винахід приладу для визначення сили тяжіння в морі, за проведення багатьох вимірювань сили тяжіння над кожним із великих океанів і за використання цих спостережень для інтерпретації фізичних властивостей і поведінки земної кори Оригінальний текст (англ.) [For his contributions to oceanography, particularly by his invention of an apparatus for the determination of gravity at sea, by making many measurements of gravity over each of the great oceans, and by the utilization of these observations in interpreting the physical properties and behavior of the Earth's crust] Помилка: [undefined] Помилка: {{Lang}}: немає тексту (допомога): не вказано код мови (допомога) |
| 1948 | Томас Гордон Томпсон                              | За лідерство в дослідженнях комплексної хімії океану, з особливою увагою до вод північно-східної частини Тихого океану, Пьюджет-Саунд і архіпелагу Сан-Хуан, а також Берингового і Чукотського морів Оригінальний текст (англ.) [For his leadership in investigations of the complex chemistry of the ocean, with special attention to the waters of the north-east Pacific, Puget Sound, and San Juan Archipelago, and the Bering and Chukchi Seas] Помилка: [undefined] Помилка: {{Lang}}: немає тексту (допомога): не вказано код мови (допомога) |
| 1951 | Гаррі Мармер                                      | За видатний внесок у дослідження приливів. Його проєкти зробили доступними для океанографів точні довгострокові записи для великих територій, де раніше було доступно дуже мало даних спостережень. Програма та робота, які він започаткував, зрештою дозволили зробити надійні висновки щодо сучасних тектонічних процесів і швидкості зміни кількості води в океані Оригінальний текст (англ.) [For his distinguished contributions in tidal surveys. His projects have made available to oceanographers accurate, long-period records for large areas where previously very little observational data were available. The program and work which he has originated ultimately will produce reliable conclusions on present-day tectonic processes and the rate of change in the quantity of water in the ocean] Помилка: [undefined] Помилка: {{Lang}}: немає тексту (допомога): не вказано код мови (допомога) |
| 1952 | Гільдебранд Вулф Гарві                            | — |
| 1954 | Моріс Юїнг                                        | — |
| 1955 | Альфред Кларенс Редфілд                           | — |
| 1959 | Мартін Вігго Джонсон                              | За видатне лідерство в біологічній та загальній океанографії. Серед внесків доктора Джонсона є пояснення двох нещодавно відкритих акустичних явищ у морі. Ці пояснення об'єднали біологів і фізиків у спільних інтересах і представили підводну акустику як головний інструмент для морської екології Оригінальний текст (англ.) [For his outstanding leadership in biological and general oceanography. Among Dr. Johnson's contributions are explanations for two newly discovered acoustic phenomena in the sea. These explanations brought biologist and physicists together in a common interest, and introduced underwater acoustics as a prime tool for marine ecology] Помилка: [undefined] Помилка: {{Lang}}: немає тексту (допомога): не вказано код мови (допомога) |
| 1960 | Антон Фредерік Бруун                              | За лідерство у вивченні біології глибин океану Оригінальний текст (англ.) [For his leadership in the study of the biology of the deep ocean] Помилка: [undefined] Помилка: {{Lang}}: немає тексту (допомога): не вказано код мови (допомога) |
| 1962 | Джордж Дікон                                      | За дослідження гідрографії Південного океану Оригінальний текст (англ.) [For his investigations of the hydrography of the southern ocean] Помилка: [undefined] Помилка: {{Lang}}: немає тексту (допомога): не вказано код мови (допомога) |
| 1963 | Роджер Ревелл                                     | За внесок у розуміння океанічних процесів і геології морського дна, а також завдяки його дослідженням, у розвиток наукової океанографії в усьому світі Оригінальний текст (англ.) [For his contributions to the understanding of oceanic processes and the geology of the sea floor, and through his research, to the advancement of scientific oceanography throughout the world] Помилка: [undefined] Помилка: {{Lang}}: немає тексту (допомога): не вказано код мови (допомога) |
| 1965 | Едвард Буллард                                    | За його важливі дослідження Землі від її поверхні до її ядра Оригінальний текст (англ.) [For his significant investigations of the earth from its surface to its core] Помилка: [undefined] Помилка: {{Lang}}: немає тексту (допомога): не вказано код мови (допомога) |
| 1966 | Карл Екарт                                        | За значний внесок у фізичну океанографію Оригінальний текст (англ.) [For his significant contributions to physical oceanography] Помилка: [undefined] Помилка: {{Lang}}: немає тексту (допомога): не вказано код мови (допомога) |
| 1969 | Фредерік Фуглістер (англ. Frederick C. Fuglister) | За стимулюючі та успішні спостереження Гольфстріму та його вихорів Оригінальний текст (англ.) [For his stimulating and successful observations of the Gulf Stream and its vortices] Помилка: [undefined] Помилка: {{Lang}}: немає тексту (допомога): не вказано код мови (допомога) |
| 1972 | Сейя Уєда                                         | За внесок у тектонічну і термічну історію Землі й передусім Японського моря. |
| 1973 | Джон Стіл                                         | — |
| 1976 | Волтер Манк                                       | За його видатні експериментальні та теоретичні дослідження спектру руху в океанах і на землі Оригінальний текст (англ.) [For his outstanding experimental and theoretical research on the spectrum of motion in the oceans and the earth] Помилка: [undefined] Помилка: {{Lang}}: немає тексту (допомога): не вказано код мови (допомога) |
| 1979 | Генрі Стоммел                                     | За його роботу в морі, в лабораторії та аналізи, завдяки яким він досяг значного прогресу в розумінні циркуляції океану та розподілу водних мас Оригінальний текст (англ.) [For his work at sea, in the laboratory, and by analyses through which he made major advances in understanding of ocean circulation and distribution of water masses] Помилка: [undefined] Помилка: {{Lang}}: немає тексту (допомога): не вказано код мови (допомога) |
| 1986 | Воллес Броекер                                    | За його роботу з вивчення хімічного обміну між океанами, атмосферою та твердою Землею, який зробив великий внесок у розуміння ролі океанів у вуглецевому циклі Землі та її кліматі Оригінальний текст (англ.) [For his work on chemical exchange among the oceans, atmosphere, and solid Earth, making great contributions to understanding the role of the oceans in the Earth's carbon cycle and its climate] Помилка: [undefined] Помилка: {{Lang}}: немає тексту (допомога): не вказано код мови (допомога) |
| 1989 | Чезаре Еміліані                                   | За майстерні досягнення з використанням ізотопних палеотемператур для встановлення кліматичної історії плейстоцену та за припущення їх зв'язку з орбітальними циклами Міланковича Оригінальний текст (англ.) [For masterful achievements using isotopic palaeotemperatures to establish the climatic history of the Pleistocene and for suggesting their relation to the Milankovitch orbital cycles] Помилка: [undefined] Помилка: {{Lang}}: немає тексту (допомога): не вказано код мови (допомога) |
| 1992 | Джозеф Рейд                                       | За дослідження та спостереження за циркуляцією світового океану, складання його багатьох взаємодіючих частин з турботою, відданістю та проникливістю протягом усього життя Оригінальний текст (англ.) [For his exploration and observation of the circulation of the world ocean, assembly of its many interacting parts with a lifetime of care, dedication, and insight] Помилка: [undefined] Помилка: {{Lang}}: немає тексту (допомога): не вказано код мови (допомога) |
| 1995 | Віктор Вак’є                                      | За відкриття ферозондового магнітометра та дослідження морських магнітних аномалій, які привели до прийняття теорії спредингу морського дна Оригінальний текст (англ.) [For his discovery of the flux-gate magnetometer, and for the marine magnetic anomaly surveys that led to the acceptance of the theory of sea-floor spreading] Помилка: [undefined] Помилка: {{Lang}}: немає тексту (допомога): не вказано код мови (допомога) |
| 1998 | Волтер Пітман III                                 | За його фундаментальний внесок у тектонічну революцію плит шляхом проникливого аналізу морських магнітних аномалій і за його дослідження причин і наслідків змін рівня моря Оригінальний текст (англ.) [For his fundamental contribution to the plate tectonic revolution through insightful analysis of marine magnetic anomalies and for his studies of the causes and effects of sea-level changes] Помилка: [undefined] Помилка: {{Lang}}: немає тексту (допомога): не вказано код мови (допомога) |
| 2001 | Чарльз Шиплі Кокс англ. Charles Shipley Cox       | За його піонерські дослідження як теоретичні, так і інструментальні, океанічних хвиль, мікроструктури та змішування, а також електромагнітних полів в океані та на морському дні Оригінальний текст (англ.) [For his pioneering studies, both theoretical and instrumental, of oceanic waves, microstructure and mixing, and of electromagnetic fields in the ocean and in the seafloor] Помилка: [undefined] Помилка: {{Lang}}: немає тексту (допомога): не вказано код мови (допомога) |
| 2004 | Клаус Вирткі                                      | За фундаментальний внесок у розуміння океанічної загальної циркуляції абісальних і термоклінних вод і за забезпечення інтелектуального підґрунтя для нашого розуміння ENSO (Ель-Ніньйо) Оригінальний текст (англ.) [For fundamental contributions to the understanding of the oceanic general circulation of abyssal and thermocline waters and for providing the intellectual underpinning for our understanding of ENSO (El Niño).] Помилка: [undefined] Помилка: {{Lang}}: немає тексту (допомога): не вказано код мови (допомога) |
| 2007 | Джеймс Ледвелл (англ. James R. Ledwell)           | За інноваційні та проникливі експерименти з індикаторами з використанням гексафториду сірки для розуміння вертикальної дифузії та турбулентного перемішування у відкритому океані Оригінальний текст (англ.) [For innovative and insightful tracer experiments using sulfur hexafluoride to understand vertical diffusivity and turbulent mixing in the open ocean] Помилка: [undefined] Помилка: {{Lang}}: немає тексту (допомога): не вказано код мови (допомога) |
| 2010 | Селлі Чисголм                                     | За піонерські дослідження домінуючих фотосинтезуючих організмів у морі та за інтеграцію їх результатів у нове розуміння глобального океану Оригінальний текст (англ.) [For pioneering studies of the dominant photosynthetic organisms in the sea and for integrating her results into a new understanding of the global ocean] Помилка: [undefined] Помилка: {{Lang}}: немає тексту (допомога): не вказано код мови (допомога) |
| 2013 | Девід Карл                                        | За лідерство у створенні мультидисциплінарних систем спостереження за океаном, для виявлення декадних змін режиму в пелагічних екосистемах, а також за зміну парадигми про біогеохімічні цикли в океані Оригінальний текст (англ.) [For leadership in establishing multi-disciplinary ocean-observing systems, for detection of decadal regime shifts in pelagic ecosystems, and for paradigm-shifting insights on biogeochemical cycles in the ocean] Помилка: [undefined] Помилка: {{Lang}}: немає тексту (допомога): не вказано код мови (допомога) |
| 2018 | Дін Ремміх                                        | За його новаторський внесок у дослідження циркуляції та мінливості клімату в океанах, за дослідження глобального тепла та балансу солі в океанах і за його лідерство у створенні глобальної кліматичної обсерваторії океану Арго Оригінальний текст (англ.) [For his ground-breaking contributions to research on the circulation and climate variability in the oceans, for research on the global heat and salt budgets of the oceans and for his leadership in the creation of the global ocean climate observatory, Argo] Помилка: [undefined] Помилка: {{Lang}}: немає тексту (допомога): не вказано код мови (допомога) |
| 2023 | Кірк Байран англ. Kirk Byran Jr.                  | За піонерські та далекоглядні наукові дослідження з моделями океану та клімату, за встановлення їх фізичних і чисельних основ і застосувань, за глибоке розуміння, яке просунуло межі розуміння ролі океану в кліматі Землі, а також за десятиліття щедрого наставництва океанологів та кліматологів Оригінальний текст (англ.) [For pioneering and visionary scientific research with ocean and climate models, for establishing their physical and numerical foundations and applications, for deep insights that advanced the frontiers of understanding of the ocean’s role in Earth’s climate, and for decades of generous mentoring of ocean and climate scientists worldwide] Помилка: [undefined] Помилка: {{Lang}}: немає тексту (допомога): не вказано код мови (допомога) |